# Edvard Waller
Edvard Wilhelm Waller, född 22 mars 1870 i Uppsala, död 13 mars 1921 i Paris, var en svensk skulptör.
Waller studerade vid Tekniska skolan i Stockholm och en kortare tid för Per Hasselberg vid Konstnärsförbundets skola innan han i början av 1890-tale reste till Paris för vidare studier för Jean-Antoine Injalbert och Auguste Rodin. Vid en skulpturtävlan vid Académie Julian 1896 belönades han med första pris. Med undantag av en studieresa till Italien 1908–1909 och en tids vistelse i Danmark 1912–1913 var han bosatt i Frankrike resten av sitt liv. Han blev efterhand allt mindre produktiv i sitt eget skapande men i stället stamgäst på konstnärskrogarna i Paris. På hans favoritrestaurang Café de Versailles kallades skandinavernas hörn för le village nègre på grund av de vilda scener som utspelade sig när Waller var i högform. Gunnar Cederschiöld berättade att Han kunde ha blivit en duktig skulptör, för han var inte obegåvad, men han var en ohjälplig slarver. Mest känd har han blivit för ett porträtthuvud av Ivar Arosenius som han utförde under deras gemensamma Paristid 1904–1905. Dessutom utförde han bland annat porträttskulpturer av författarna Henning Berger, Anders Österling och Nils Collett Vogt samt konstnärerna Axel Törneman, Fernand Léger och Per Krohg. Han medverkade i Sveriges allmänna konstförenings Decemberutställning i Stockholm 1910, Kunstnernes Foraarsudstilling i Köpenhamn 1912–1913 och Baltiska utställningen i Malmö 1914. Under sina sista år tog han sig rena hantverksuppgifter och för Lena Börjeson åtog han sig att hugga en kopia i marmor av John Börjesons Kristus som fanns i Svenska kyrkan i Paris. Han avled som han fört sitt leverne, vid ett handgemäng med en annan svensk konstnär utanför en krog i Paris föll han så olyckligt att han avled till följd av skadorna. Waller är representerad vid Nationalmuseum, Göteborgs museum, Malmö museum och Nasjonalgalleriet i Oslo.